# Lillsjön (Bjurholms socken, Ångermanland, 709993-164370)
Lillsjön är en sjö i Bjurholms kommun i Ångermanland och ingår i Lögdeälvens huvudavrinningsområde. Lillsjön ligger i Lögdeälven Natura 2000-område.